# Siła nośna

Ilustracja pojęcia siły nośnej na przykładzie przekroju skrzydła samolotu

Siła nośna – siła działająca na ciało poruszające się w płynie (gazie lub cieczy), prostopadła do kierunku ruchu. Najbardziej reprezentatywnym przykładem wykorzystania siły nośnej jest siła nośna skrzydła samolotu.
Siła nośna działa np. na skrzydła i usterzenie samolotu, łopaty śmigła lub wirnika śmigłowca, na żagiel jachtu, jego ster, kil lub miecz, na łopatki turbin i sprężarek. Działa na lecące pociski i rakiety, określała też tor zejścia przy powrocie kapsuły dowodzenia Apollo. Dodatkowe skrzydła samochodów wyścigowych, wytwarzając siłę nośną skierowaną w dół, powodują zwiększanie docisku do jezdni, zwiększając przyczepność.
Siła nośna jest niekiedy czynnikiem szkodliwym i trzeba podejmować specjalne kroki, aby uniknąć jej wpływu. Na przykład kominy na Wyspach Brytyjskich, gdzie częste są silne wiatry, mają specjalne spiralne kołnierze z blachy, aby uniknąć pulsującej siły mogącej rozkołysać komin. Nie jest to siła oporu, ale zmienna (w takt odrywania się od komina zawirowań powietrza), prostopadła do kierunku wiatru siła, a więc – według przyjętej definicji – siła nośna.

## Definicja siły nośnej
Siła nośna jest składową siły aerodynamicznej powstającej przy ruchu ciała w płynie względem tego płynu, prostopadłą do kierunku ruchu.
Siłę nośną określa wzór:
{\displaystyle P_{z}=C_{z}\cdot \rho \cdot S\cdot {\frac {V^{2}}{2}},}
gdzie:
{\displaystyle P_{z}} – wytworzona siła nośna [N],
{\displaystyle C_{z}} – współczynnik siły nośnej, obliczony teoretycznie po raz pierwszy przez Żukowskiego, wyznaczany jednak głównie empirycznie, zależny od kąta natarcia, ale także od kształtu ciała,
ρ – gęstość płynu (powietrze na poziomie morza 1,225 [kg/m³]),
S – powierzchnia skrzydła [m²],
V – prędkość ciała względem płynu [m/s].

## Profile lotnicze
Elementy nośne (skrzydła samolotów, łopaty wirników śmigłowców) kształtuje się tak, by osiągnąć wymagane właściwości, między innymi jak największą siłę nośną, przy możliwie najmniejszej sile oporu w określonych warunkach lotu. Ich przekroje wzdłużne, zwane profilami lotniczymi są przedmiotem opracowań teoretycznych i badań doświadczalnych.
Dla większości profili przy niezbyt dużych kątach natarcia α, poniżej 0,25 radiana (około 15°), współczynnik siły nośnej można wyrazić wzorem:
{\displaystyle C_{z}=2m(\alpha -\alpha _{0}),}
gdzie:
m – współczynnik zależny tylko od kształtu profilu, dla profili lotniczych wynoszący około 3,
α – kąt natarcia,
{\displaystyle \alpha _{0}} – kąt natarcia, dla którego siła nośna jest równa zero.
Po przekroczeniu pewnego kąta, zwanego granicznym, współczynnik siły nośnej zaczyna spadać. Przyczyną spadku siły nośnej, a także wzrostu oporu jest odrywanie się strug powietrza od powierzchni profilu, w której stronę skierowana jest siła nośna. Maksymalne wartości współczynnika {\displaystyle C_{z}} osiągają 1,4–1,7.
Istnieją olbrzymie zbiory danych określające charakterystyki zmienności {\displaystyle C_{z}} różnych profili w funkcji kąta natarcia, co pozwala na obliczenie siły nośnej każdego klasycznego skrzydła.

## Powstawanie siły nośnej

### Ogólne wnioski na podstawie zasad dynamiki Newtona
Siła nośna powstaje gdy ciało poruszające się względem płynu zmienia całkowitą ilość ruchu (pęd) otaczającego to ciało płynu w kierunku prostopadłym do tego ruchu.
Ciało działa wtedy na płyn siłą określoną przez drugą zasadę dynamiki. Płyn w reakcji działa na opływane ciało siłą o takiej samej wartości, ale przeciwnym zwrocie (trzecia zasada dynamiki).
Siła ta jest bezpośrednio wynikiem ciśnień, występujących na powierzchni ciała. Ciśnienia te na skutek ruchu są różne dla różnych punktów tej powierzchni, a siła nośna jest składową sumy wektorowej wszystkich elementarnych sił, wynikających z działania ciśnień na odpowiadające im elementarne powierzchnie ciała.
Jeżeli zmiana ruchu płynu następuje w kierunku prostopadłym do kierunku ruchu ciała względem płynu, to z zasad dynamiki wynika:
{\displaystyle m\cdot V_{z}=P_{z}\cdot t,}
gdzie:
{\displaystyle P_{z}} – siła nośna,
{\displaystyle m} – masa płynu, którego prędkość uległa zmianie,
{\displaystyle V_{z}} – średnia zmiana prędkości płynu w kierunku prostopadłym do ruchu ciała,
{\displaystyle t} – czas.
Nie znając ‘m’ ani ‘{\displaystyle V_{z}}’, nie można z tego wzoru obliczyć siły nośnej. Można jednak oszacować jakiego rzędu jest wielkość obszaru płynu, który bierze udział w jej powstawaniu. W czasie ‘t’ przez obszar ten przepływa masa płynu ‘m’, a zatem biorąc pod uwagę poprzednią zależność:
{\displaystyle {\frac {m}{t}}={\frac {P_{z}}{V_{z}}}}

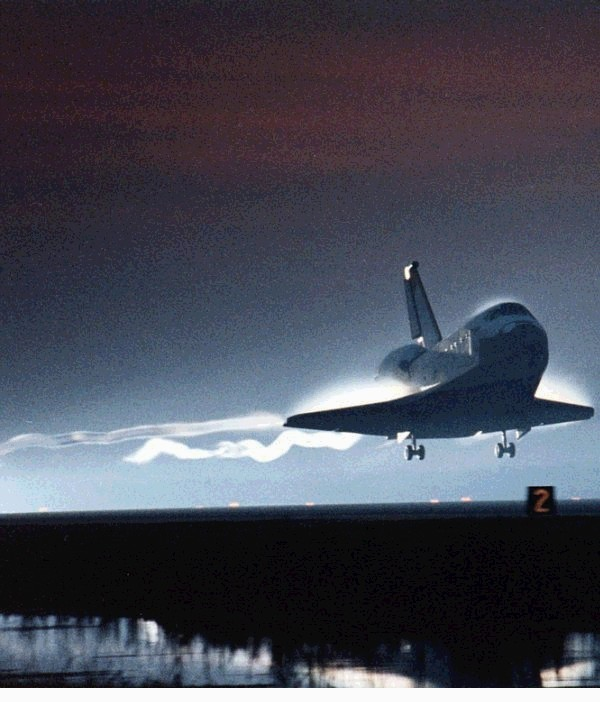
Lądujący prom kosmiczny, widoczna wywołana siłą nośną kondensacja pary wodnej w obszarze niskiego ciśnienia nad skrzydłem, jak również rdzenie swobodnych wirów brzegowych

– można ocenić, że – dla przykładu – dla samolotu o wadze setek ton lecącego z prędkością kilkuset km/h i przy stosunku prędkości ‘{\displaystyle V_{z}}’ do prędkości lotu rzędu bezwymiarowej miary kąta natarcia, czyli 0.1, masa powietrza, której pęd ulega zmianie prostopadłe do kierunku lotu – jest rzędu dziesiątek ton na sekundę, co odpowiada dziesiątkom tysięcy metrów sześciennych powietrza na sekundę.
Siła działająca na ciało poruszające się w płynie zależy zatem nie tylko od bezpośredniego otoczenia ciała, ale od obszaru płynu znacznie większego od rozmiarów poruszającego się ciała.
Gdyby zmiana prędkości ’{\displaystyle V_{z}}’ polegała na przyroście modułu tej składowej od zera do ‘{\displaystyle V_{z}}’, za skrzydłem pozostawał by poruszający się w kierunku prostopadłym do wytwarzanej siły nośnej z prędkością ‘{\displaystyle V_{z}}’ strumień powietrza, którego masa powiększała by się w każdej sekundzie o ‘m’. Ten przyrost energii kinetycznej płynu stwarzałby opór indukowany przez siłę nośną określony (w przybliżeniu) zależnością:
{\displaystyle P_{x}i={\frac {P_{z}\cdot V_{z}}{V}}.}
Doświadczenia, tak jak i rezultaty rozważań aerodynamiki teoretycznej wskazują jednak, że tak nie jest: opór indukowany jest zależny od wydłużenia skrzydła i dla dużych wydłużeń jest zdecydowanie mniejszy, natomiast dla wydłużenia nieskończenie dużego zdąża do zera.
Wynika z tego, że zmiana ruchu powietrza nie polega tylko na wytwarzaniu przez skrzydło podmuchu w stronę przeciwną do siły nośnej (ang. ‘downwash’), lecz także albo w przeważającej mierze na zmianie kierunku przepływu, czyli zmianie zwrotu prostopadłej do kierunku ruchu profilu składowej prędkości.
Powietrze przed profilem ma już zatem tę składową (ang. ‘upwnwash’) o zwrocie takim, jaki ma siła nośna, natomiast za profilem – składową o tym samym kierunku, lecz o przeciwnym zwrocie.

### Teoria ruchu płynu opływającego ciało
Ruch opływającego ciało płynu opisuje mechanika płynów, stosująca zasady Newtona i prawa termodynamiki już do elementów płynu poruszającego się w określonym warunkami brzegowymi obszarze. Rozwiązanie jej ogólnych równań, a tym samym wyznaczenie prędkości, ciśnień, gęstości i temperatury płynu w funkcji współrzędnych i czasu uznaje się za jeden z najważniejszych problemów współczesnej fizyki.
Zastosowanie komputerów o dużych mocach obliczeniowych pozwala obliczyć cyfrowo parametry płynu z dostateczną dokładnością w wymaganym obszarze i określić na przykład działające na konstrukcję samolotu ciśnienia i temperatury płynu, co pozwala także określić wszystkie interesujące siły i momenty.
Metody cyfrowe stosowane są przy obliczeniach dotyczących samolotów o wysokich osiągach lub niekonwencjonalnych konfiguracjach.
Analityczne metody aerodynamiki klasycznej, przedstawione w skrócie w artykule powstawanie siły nośnej, oparte na pracach Żukowskiego, Kutty, Czapłygina, Prandtla z pierwszych lat XX wieku mają jednak nie tylko znaczenie historyczne i dydaktyczne. Stosowane są szeroko tak przy tworzeniu i optymalizacji konstrukcji klasycznych, jak i zawsze tam, gdzie potrzebne jest „inżynierskie” i wręcz intuicyjne rozumienie związanych zjawisk fizycznych.

### Mechanizm powstawania siły nośnej

Rys. 2. Szkic opływu profilu

Rys. 3. Szkic opływu profilu na początku ruchu, bez cyrkulacji

Rys. 4. Szkic nieustalonego opływu profilu

Rys. 5. Szkic opływu profilu z cyrkulacją

W przypadku płynu doskonałego i przepływu płaskiego, co odpowiada nieskończenie dużemu wydłużeniu skrzydła, moduły składowych ‘{\displaystyle V_{z}}’ (o których mowa w punkcie „Ogólne wnioski na podstawie zasad dynamiki Newtona”) są w stanie ustalonym identyczne. W tym przypadku różnica całkowitej ilości ruchu przepływającego płynu w kierunku prostopadłym do kierunku niezakłóconego przepływu między płaszczyzną X1–X1 a X2–X2 (rys. 2) powoduje (za pośrednictwem ciśnienia płynu) powstanie siły nośnej. Wartość tej siły przy opływie cieczą doskonałą z prędkością dużo niższą od prędkości dźwięku dana jest teoretycznym wzorem Żukowskiego dla profilu Żukowskiego:
{\displaystyle P_{z}=C_{z}\cdot {\frac {\rho V^{2}}{2}}\cdot S,}
{\displaystyle C_{z}=2\pi \cdot \alpha .}
Obliczenie energii płynu w płaszczyznach X1–X1 i X2–X2 wskazuje, że w przypadku cieczy doskonałej i przepływu płaskiego nie zachodzi zmiana energii cieczy na skutek generowania siły nośnej, czyli brak powodowanego w ten sposób oporu.
Dla innych profili i płynów takich, jak powietrze i woda, wartości współczynnika Cz są w rzeczywistości zbliżone.
Przepływ wokół profilu wytwarzającego siłę nośną charakteryzuje się powstaniem szczególnych pól ciśnień i prędkości, przy czym pole prędkości musi mieć różną od zera cyrkulację.
Na poglądowym szkicu (rys. 2) przedstawiony jest przepływ płaski wokół profilu wytwarzającego siłę nośną. Pokazany jest tu układ ciśnień i związane z nim pole prędkości, które odznaczać się musi (gdy istnieje siła nośna) istnieniem cyrkulacji, będącej charakterystyczną cechą takiego pola prędkości, którego składową jest ruch okrężny; cyrkulacja jest wtedy sumą iloczynów składowej prędkości stycznej do pokazanej na rysunku niebieskiej obejmującej profil krzywej przez długości odpowiadających elementarnych odcinków tej krzywej (i jest taka sama dla każdej innej krzywej zamkniętej obejmującej ten profil). Pokazany na rys. 2 przebieg linii prądu i rozkład ciśnień dotyczy stanu ustalonego.
Bezpośrednio po rozpoczęciu ruchu z daną prędkością i kątem natarcia przepływ jest bezcyrkulacyjny i siła nośna nie występuje (rys. 3). Taki przepływ jest jednak niestabilny; na krawędzi spływu zachodzi gwałtowna zmiana kierunku ruchu płynu, co prowadzi do formowania się tak zwanego wiru początkowego (rys. 4), który w pewnym momencie odrywa się i oddala wraz z przepływem od profilu, w wyniku czego – jako swoista reakcja – wokół profilu pojawia się cyrkulacja i omówiony wyżej stan ustalony, charakteryzujący się między innymi tak zwanym „spływem na ostrzu”, czyli gładkim przejściem krawędzi spływu profilu (rys. 5). Ilość ruchu okrężnego wokół profilu, określona wartością cyrkulacji i proporcjonalnej do niej siły nośnej, ma ten sam moduł, lecz przeciwny kierunek, jak ilość ruchu okrężnego oddalającego się wiru startowego.
Każda zmiana prędkości lub kąta natarcia powoduje powstanie i oderwanie się wiru, zmniejszającego lub zwiększającego cyrkulację i siłę nośną.
Pojęcie cyrkulacji ma istotne znaczenie dla zrozumienia procesu powstawania siły nośnej i jest też przydatne dla niektórych obliczeń; szczegółowiej ta sprawa omówiona jest w artykule powstawanie siły nośnej.

### Siła nośna płata o skończonym wydłużeniu

Rys. 6. Szkic powierzchni wirowej za płatem.

Rys. 7. Model układu wirów za płatem.

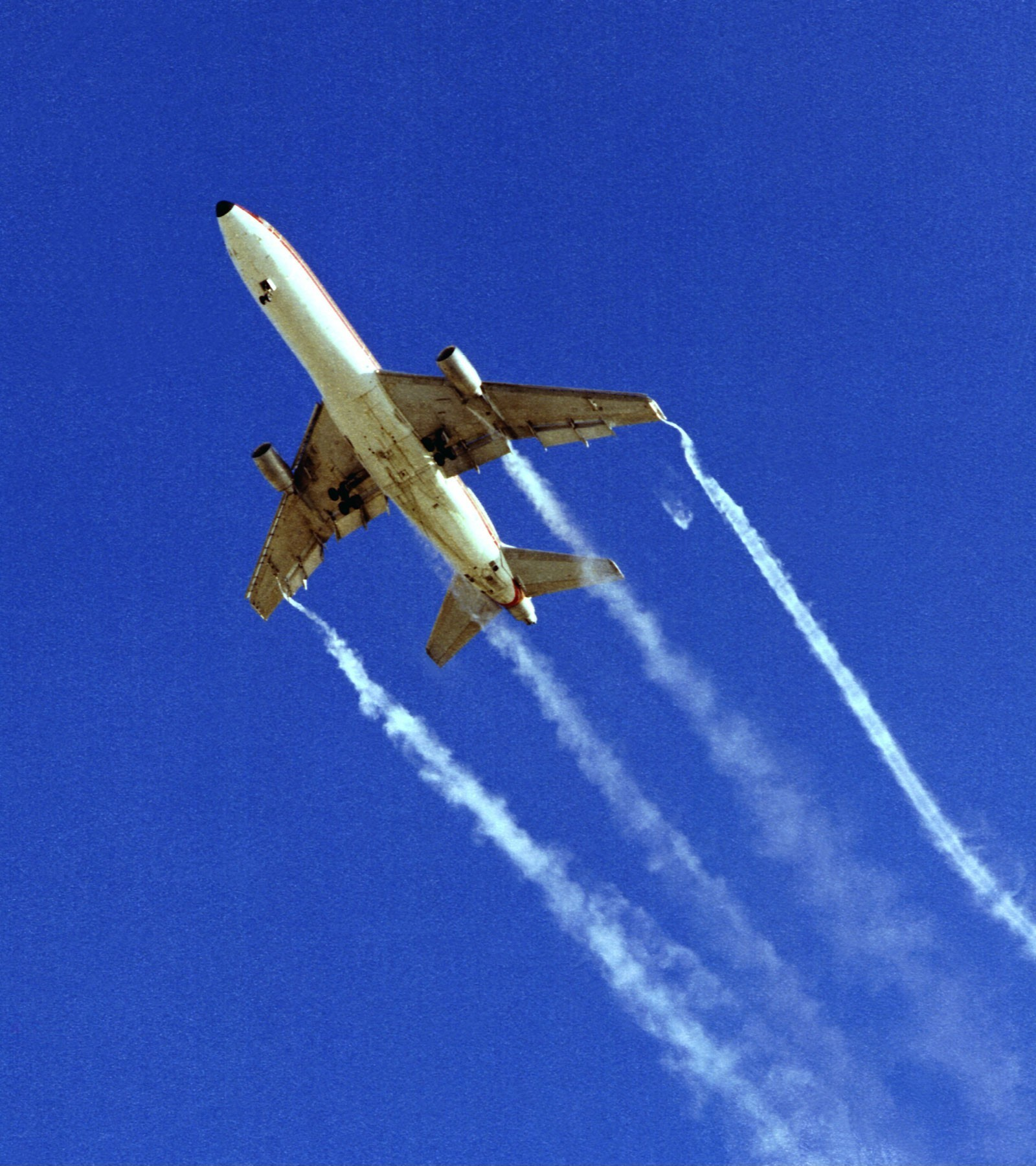
Rys. 8. Wiry swobodne za skrzydłami samolotu transportowego. Wizualizacja przy pomocy dymu. Widoczny wirowy charakter smug, przy pełnym powiększeniu widać rdzenie wirów

Doświadczenia wykazują, że w opływie płynem lepkim za płatem wytwarzającym siłę nośną występuje cienki obszar silnie zawirowanego płynu, który może być uważany za „powierzchnię wirową”. Rozdziela się ona w pewnej odległości od płata wzdłuż płaszczyzny symetrii i zwija w dwa tak zwane wiry krawędziowe. Suma wirowości po każdej stronie płaszczyzny symetrii, mierzona wartością cyrkulacji (oznaczonych kolorem czerwonym na rys. 6), jest równa wartości cyrkulacji wokół profilu (oznaczonej kolorem zielonym na tym rysunku) w płaszczyźnie symetrii, gdzie cyrkulacja ta osiąga maksimum.
Istnienie powierzchni wirowej – lub w przypadku modelu uproszczonego, gdzie zakłada się opływ cieczą doskonałą a powierzchnię wirową zastępuje w celu obliczeń układem wielu tzw. wirów podkowiastych (rys. 7) – implikuje rozpraszanie energii w postaci energii kinetycznej wirów swobodnych. Powstaje zatem opór związany ze współczynnikiem siły nośnej, zwany oporem indukowanym. Dla płata nośnego mającego optymalny kształt obrysu zewnętrznego współczynnik oporu indukowanego wyraża się wzorem:
{\displaystyle C_{x}i={\frac {C_{z}^{2}}{\pi \cdot \lambda }}}
gdzie {\displaystyle \lambda } nazywa się wydłużeniem skrzydła i określone jest zależnością:
{\displaystyle \lambda ={\frac {l^{2}}{S}},}
gdzie:
{\displaystyle l} – rozpiętość skrzydła (odległość pomiędzy końcówkami),
{\displaystyle S} – pole jego powierzchni,
{\displaystyle C_{z}} – współczynnik siły nośnej.
Mechanizm powstawania tego oporu pokazany jest graficznie na rys. 7, gdzie niezdefiniowany wektor Viz to prędkość płynu przed płatem, indukowana przez wiry związane.
Uzasadnia to stosowanie długich wąskich skrzydeł u szybowców i innych latających z wykorzystaniem dużych współczynników siły nośnej samolotów, a także wskazuje przyczynę, dla której współczesny wyczynowy jacht żaglowy ma smukły kil, miecz i ster – oraz wysokie i wąskie żagle. Przy pewnych założeniach dodatkowych minimalny dla danego wydłużenia opór indukowany uzyskuje się dla eliptycznego obrysu płata; taki obrys miał w latach II wojny światowej myśliwiec Spitfire.

### Siła nośna przy prędkości naddźwiękowej

Rys. 10. Poglądowy szkic przedstawiający naddźwiękowy opływ płaskiego profilu wytwarzającego siłę nośną.

Powstawanie siły nośnej przy prędkości naddźwiękowej wyjaśnia się (i w prostszych przypadkach oblicza) stosunkowo prosto na podstawie własności gazów doskonałych oraz fal uderzeniowych i rozrzedzeniowych. Współczynnik siły nośnej Cz jest tu też w przybliżeniu liniowo zależny od kąta natarcia, lecz jego pochodna względem tego kąta jest zdecydowanie mniejsza niż w przepływie z małymi prędkościami i szybko maleje wraz ze wzrostem prędkości.

## Popularne błędne objaśnienia powstawania siły nośnej
Podstawowe teorie dotyczące siły nośnej zostały opracowane w pierwszych dziesięcioleciach XX wieku i wraz z szybko rozwijającymi się metodami badawczymi oraz pozyskiwaniem danych doświadczalnych umożliwiających weryfikowanie teorii, stały się podstawą obliczeń i konstrukcji samolotów jako urządzeń technicznych.
Jednocześnie jednak od początku istnienia lotnictwa fascynowało ono nie tylko szerokie rzesze ludzi, ale również angażowało uwagę popularyzatorów nauki. Powstało w związku z tym wiele nieprawidłowych objaśnień powstawania siły nośnej.
Dwa najpopularniejsze opisano poniżej.

### Model „puszczania kaczki po wodzie”

Rys. 11. W przypadku opływu płynem błędny model – cząsteczki uderzając w dolną część płata, powodują powstawanie siły nośnej

Nazwa tej teorii wzięła się od wyrzucanego, płaskiego kamienia, który rzucony pod odpowiednim kątem i z odpowiednią siłą, wielokrotnie odbija się od tafli wody (tzw. puszczanie kaczek).
Taki model poprawnie przypisuje powstawanie siły nośnej zmianie pędu ośrodka w kierunku prostopadłym do kierunku ruchu, ale pomija oddziaływanie płynu z górną częścią płata.
To założenie jest słuszne przy ruchu ciała w płynie z prędkością znacznie większą od prędkości dźwięku (np. podczas pierwszej fazy powrotu statku kosmicznego na ziemię) oraz przy opływie profilu przez medium nieciągłe – strumień piłeczek pingpongowych, piasku. Przy opływie ośrodkiem ciągłym i dla prędkości porównywalnych lub mniejszych od prędkości dźwięku założenie to jest zupełnie niesłuszne i obliczana w ten sposób siła nośna jest kilkakrotnie niższa od rzeczywistej.
Niepoprawne szacowanie siły nośnej było nawet przyczyną pewnego opóźnienia w podejmowaniu prób tworzenia aparatów latających cięższych od powietrza, poglądy z końca XIX wieku nie dawały szans na lot przy użyciu ciężkich i słabych wtedy silników. Jeden z zasłużonych polskich uczonych wycofywał swój artykuł na ten temat, który ukazał się w tym samym czasie, kiedy bracia Wright dokonali pierwszego udanego lotu (14 lub 17 grudnia 1903).
Teoria ta dobrze sprawdza się w kosmosie, przy ruchu promu kosmicznego wchodzącego w atmosferę Ziemi (mała gęstość, prędkości rzędu 16 000 km/h).

### Model „dłuższej drogi i konieczności spotkania się cząstek”
Usiłuje się tu posłużyć elementami mechaniki płynów, ale przyjmuje błędne założenie, że cząsteczki poruszające się razem przed płatem, następnie poruszające się powyżej płata oraz poniżej spotkają się za płatem. Ponieważ na skutek wypukłości górnej części płata mają one do przebycia dłuższą drogę – prędkość przepływu nad górną częścią płata jest większa niż nad dolną. Większej prędkości musi odpowiadać mniejsze ciśnienie – zgodnie z prawem Bernoulliego. Różnica ciśnień powoduje powstanie siły nośnej.
W rzeczywistości cząsteczki będące obok siebie przed płatem nie spotykają się za płatem. Próby obliczenia siły nośnej na podstawie takich założeń prowadzą do rezultatów niezgodnych z rzeczywistością. Według tej teorii siła nośna zależy tylko od kształtu skrzydła, a nie od kąta natarcia, co jest niezgodne z doświadczeniem. Nie wyjaśnia tego, że samolot może lecieć lotem odwróconym, wówczas część wypukłą skrzydła ma od dołu.